# Justus Georg Westphal
Justus Georg Westphal (* 18. März 1824 in Kolborn; † 9. November 1859 in Lüneburg) war ein deutscher Astronom und Mathematiker.

## Leben
Westphal studierte an der Universität Göttingen unter Carl Friedrich Gauß. Westphal unterstützte zu jener Zeit Arbeiten am Observatorium, aber mit dem Tod von Gauß im Jahr 1855 zog er sich aus der Astronomie zurück und sein Nachfolger wurde dort Wilhelm Klinkerfues.
Westphal ist heute noch für die Entdeckung des periodischen Kometen 20D/Westphal bekannt, den er am 24. Juli 1852 zum ersten Mal sah.